# Club Sportivo Audace Roma
El Club Sportivo Audace Roma és un club esportiu de la ciutat de Roma (Itàlia).

## Història
Fou una societat poliesportiva fundada el 15 d'octubre de 1901 per un grup d'afeccionats a l'esport encapçalats per Aurelio Cappabianca, el primer president. El 1911 es fusionà amb el FC Esperia donant vida a la Società Polisportiva Audace-Esperia. El club situà la seva seu a un local del carrer Corso Umberto I, però aviat es traslladà al velòdrom de Roma, al barri de Salario. Els seus colors eren el blanc i el vermell, amb l'escut coronat pel símbol del llop etrusc.
La temporada 1911-12 l'Audace Esperia disputà el campionat romà de 3a categoria, finalitzant segona darrera de la Lazio. Del 1912-13 al 1921-22 jugà el campionat de primera categoria. El 1914 adoptà el seu nom original d'Audace Roma. Destacà com a millor classificació una segona posició a la semifinal interregional del sud d'Itàlia la temporada 1919-20. En acabar la temporada 1921-22 baixà a segona divisió, on romangué dos anys. Retornà a la màxima categoria el 1924-25. En finalitzar la temporada 1925-26 es va veure obligada pel règim feixista a fusionar-se amb l'SS Alba Roma, naixent l'Unione Sportiva Alba Audace.
La societat poliesportiva encara existeix amb el nom d'A.S. Audace, i el 2001 festejà el seu centenari de vida. Avui dia se centra principalment en l'esport de la boxa.

## Cronologia
| Temporada | Sèrie              | Pos | P  | J | E | P | GF | GC | Pt |
| 1911-12   | III Cat.           | 2°  | 10 | 8 | 0 | 2 | 33 | 17 | 16 |
| 1912-13   | I Cat. Lazio       | 3°  | 10 | 6 | 1 | 3 | 27 | 22 | 13 |
| 1913-14   | I Cat. Lazio       | 4°  | 10 | 3 | 0 | 7 | 9  | 29 | 6  |
| 1914-15   | I Cat. Lazio       | 3°  | 10 | 5 | 1 | 4 | 25 | 18 | 11 |
| 1919-20   | I Cat. Lazio       | 2°  | 12 | 6 | 4 | 2 | 20 | 11 | 16 |
| 1919-20   | I Cat. Sem. Int. B | 2°  | 4  | 2 | 0 | 2 | 7  | 5  | 4  |
| 1920-21   | I Cat. Lazio       | 7°  | 14 | 5 | 1 | 8 | 30 | 34 | 11 |
| 1921-22   | I Div. Lazio       | 6°  | 17 | 4 | 4 | 9 | 33 | 44 | 12 |
| 1922-23   | II Div. Lazio      | 2°  | 10 | 8 | 0 | 2 | 26 | 9  | 16 |
| 1923-24   | II Div. Lazio      | 1°  | 10 | 9 | 0 | 1 | 39 | 11 | 18 |
| 1924-25   | I Div. Lazio       | 4°  | 8  | 2 | 1 | 5 | 16 | 26 | 5  |
| 1925-26   | I Div. Lazio       | 4°  | 10 | 3 | 1 | 6 | 27 | 42 | 7  |

Pos = Posició a la categoria; J= Partits jugats; G = Partits guanyats; E = Partits empatats; P = Partits perduts; GF = Gols a favor; GC = Gols en contra; Pt = Punts